# Панфілов Гліб Анатолійович
Панфілов Гліб Анатолійович (21 травня 1934, м. Магнітогорськ, Челябінська область, РРФСР, СРСР — 26 серпня 2023) — радянський і російський кінорежисер і сценарист. Лауреат премії Ленінського комсомолу (1970). Заслужений діяч мистецтв РРФСР (1976). Народний артист РРФСР (1984). Лауреат Державної премії РРФСР імені братів Васильєвих (1985, за фільм «Васса»). Кавалер ордена «За заслуги перед Вітчизною» IV ступеня — за великий внесок у розвиток вітчизняного кінематографічного мистецтва і багаторічну творчу діяльність (2010). Академік Національної академії кінематографічних мистецтв і наук Росії.

## Життєпис
У 1957 закінчив хімічний факультет Уральського політехнічного інституту. Працював майстром Свердловського заводу медапаратів, науковим співробітником НДІ, завідувачем відділом пропаганди Свердловського міськкому ВЛКСМ, режисером Свердловського телебачення, де зробив кілька документальних фільмів.
У 1960—1963 рр. заочно навчався на операторському факультеті ВДІКу (майстерня А. Головні). У 1966 закінчив Вищі режисерські курси.
З 1967 року — кінорежисер «Ленфільму», з 1977 — «Мосфільму». Керівник майстерні на Вищих режисерських курсах.
В ігровому кіно дебютував фільмом «У вогні броду немає» (1967, приз Міжнародного кінофестивалю в Локарно, Швейцарія, 1969). Основним відкриттям картини стали як головна героїня, санітарка і художниця Таня Тьоткіна, так і актриса, — виконавиця цієї ролі, — Інна Чурикова. Надалі вона стала дружиною і «музою» режисера Панфілова, виконувала головні жіночі ролі майже в усіх його фільмах.
У 1984 поставив спектакль «Гамлет» в Театрі імені Ленінського комсомолу, де головну роль виконав Олег Янковський, у 1992 році — спектакль «…Sorry» с Інною Чуриковою та Миколою Караченцовим у головних ролях.
З 1991 року — художній керівник студії «Віра».
Академік Національної академії кінематографічних мистецтв і наук Росії.
Почесний член Російської академії мистецтв.
Лауреат ряду міжнародних і російських фестивалів і кінопремій.

## Смерть
Помер 26 серпня 2023 року в Москві у віці 89 років, переживши свою дружину Інну Чурікову всього на сім місяців.

### Особисте життя

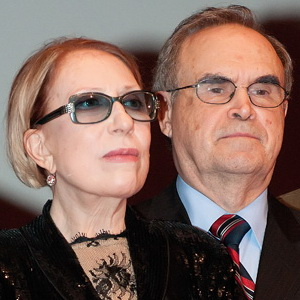
Подружжя: актриса Інна Чурикова і режисер Гліб Панфілов (03.05.2011)

- Син Анатолій (1957 р.н., від першого шлюбу)
- Дружина: Інна Чурикова — радянська і російська актриса театру і кіно. Народна артистка СРСР.
  - Син: Панфілов Іван Глібович (нар. 1978) — актор.

## Фестивалі та премії
- 1969 — Міжнародний кінофестиваль у Локарно: Приз «Золотий леопард» (1969 «У вогні броду немає»)
- 1971 — Венеційський міжнародний кінофестиваль: Приз «Срібний лев» (1970 «Початок»)
- 1976 — Міжнародний кінофестиваль у Карлових Варах: Ювілейний приз фестивалю (1975 «Прошу слова»)
- 1983 — МКФ в Москві: Золотий приз (1982 «Васса»)
- 1985 — Державна премія РРФСР імені братів Васильєвих (1982 «Васса»)
- 1987 — Берлінський міжнародний кінофестиваль: Приз «Золотий ведмідь», Приз FIPRESCI (1979 «Тема»)
- 1987 — Приз CICAE (міжнародна конфедерація артхаус фільмів), приз Євангелічної Церкви (1979 «Тема»)
- 1990 — Каннський кінофестиваль: Приз журі за видатні художні досягнення (1989 «Мати»)
- 2000 — МКФ в Москві: Нагорода «За внесок в кінематограф»
- 2001 — Державна премія Росії
- 2001 — Приз Гільдії кінорежисерів (2000 «Романови. Вінценосна сім'я»)
- 2001 — МФ фільмів про права людини «Сталкер» в Москві (2000 «Романови. Вінценосна сім'я»)
- 2001 — Лауреат премії Президента Російської Федерації в області літератури і мистецтва за 2001 рік[3]
- 2006 — Кінопремія «Ніка»: Спеціальний приз Ради Академії «За творчі досягнення в мистецтві телевізійного кінематографу» (2005 «У колі першому»)[4]
- 2006 — Кінопремія «Золотий орел»: «За найкращий телефільм до 10 серій» (2005 «У колі першому»)
- 2006 — Головний приз на фестивалі телефільмів у м. Біарріц
- 2006 — Приз телеакадемії «ТЕФІ» (2005"У колі першому")[5]
- 2007 — МКФ слов'янських і православних народів «Золотий витязь»: Приз «Золотий витязь» за найкращий телевізійний ігровий фільм (2005 «У колі першому»)
- 2008 — XIV Міжнародний фестиваль фільмів про права людини «Сталкер»: Спеціальний Приз Представництва ООН в Росії
- 2010 — Кінопремія «Золотий орел»: «За найкращий телефільм до 10 серій» («Без вини винуваті»)
- 2010 — Відкритий російський кінофестиваль «Кінотавр» в м. Сочі: «За художній внесок у вітчизняний кінематограф» на XXI кінофестивалі «Кінотавр»[6]
- 2010 — Офіцер ордена Мистецтв і літератури (Франція)/L'Ordre des Arts et des Lettres[7][8]
- 2013 — Приз Російської академії кінематографічних мистецтв «Ніка» в номінації «Честь і гідність» (з Інною Чуриковою) за 2012 рік[9]
- 2020 — XIV Міжнародний кінофестиваль ім. Андрія Тарковського «Дзеркало»: «Приз за видатний внесок у кіномистецтво»[10]
- 2021 — Номінації на Кінопремію «Золотий орел»: «Найкращий ігровий фільм» і «Найкраща режисура» (2020 «Іван Денисович»)[11]

## Фільмографія

### Режисер
Режисер-документаліст та сценарист (рос.):
- рос. «Вставай в наш строй» (1959, док. фільм)
- рос. «Нина Меновщикова» (1962, док. фільм)

Режисер-постановник:
- «Убитий не на війні» (1962, к/м)
- «Справа Курта Клаузевіца» (1964, к/м)
- «Випадок на станції Кречетовка» (1964, к/м, курсова робота)
- «У вогні броду немає» (1967)
- «Початок» (1970)
- «Прошу слова» (1975)
- «Тема» (1979)
- «Валентина» (1980, екранізація п'єси О. Вампілова «Минулого літа в Чулимську»)
- «Васса» (1982, за мотивами п'єси М. Горького «Васса Желєзнова»)
- «Мати» (1989, екранізація однойменного роману М. Горького)
- «Романови. Вінценосна сім'я» (2000)
- «У колі першому» (2005, телесеріал; екранізація твору О. І. Солженіцина)
- «Зберігати вічно» (2007)
- «Без вини винуваті» (2008, за мотивами однойменної п'єси Островського)
- «Аквітанська левиця» (2013, фільм-спектакль, у співавт)
- «Брехня на спасіння» (2015, фільм-спектакль, у співавт)
- «Іван Денисович» (2020)

### Сценарист
- «Убитий не на війні» (1962, к/м)
- «Справа Курта Клаузевіца» (1964, к/м, сценарист)
- «У вогні броду немає» (1967, співавт. сценарію з Є. Габриловичем)
- «Початок» (1970, співавт. сценарію з Є. Габриловичем)
- «Прошу слова» (1975)
- «Степанова пам'ятка» (1976, співавт. сценарію з К. Єршовим)
- «Людина, якій щастило» (1978, у співавт.)
- «Тема» (1979, співавт. сценарію з О. Червінським)
- «Зустріч» (1980, к/м, з кіноальманаху «Молодість». Випуск 3-й, співавт. сценарію з Є. Габриловичем; «Мосфільм» і Кіностудія ім. О. Довженка (за участю)
- «Валентина» (1980, екранізація п'єси О. Вампілова «Минулого літа в Чулимську»)
- «Васса» (1982, за мотивами п'єси М. Горького «Васса Желєзнова»)
- «Мати» (1989, екранізація однойменного роману М. Горького)
- «Романови. Вінценосна сім'я» (2000, співавт. сценарію з І. Чуриковою та І. Панфіловим)
- «У колі першому» (2005, телесеріал; екранізація твору О. І. Солженіцина)
- «Зберігати вічно» (2007)
- «Без вини винуваті» (2008, за мотивами однойменної п'єси Островського)
- «Стомлені сонцем 2: Предстояння» (2010, співавт. сценарію з М. Михалковим)
- «Стомлені сонцем 2: Цитадель» (2011, співавт. сценарію з М. Михалковим)
- «Іван Денисович» (2020), за мотивами повісті «Один день Івана Денисовича» О. Солженіцина) та ін.